# Dendrobeania margaritifera
Dendrobeania margaritifera is een mosdiertjessoort uit de familie van de Bugulidae.